# De Beuk (villa)
De Beuk is een monumentale villa aan de Drouwenerstraat in de Nederlandse plaats Stadskanaal.

## Geschiedenis
De Beuk is een directeursvilla, die in 1905 gebouwd werd in opdracht van de houthandelaar Herman Albertus Somer. 
Somer trouwde in 1906 in Opsterland met Geeske Hermina van der Sluis. Haar initialen G.H. v.d. S. bevinden zich in een gevelsteen links van de deur. De houthandel van Somer bevond zich nabij deze woning aan de Drouwenerstraat. Na het overlijden van het echtpaar Somer heeft de villa meerdere bestemmingen gehad. De openbare bibliotheek was er gehuisvest en vervolgens het jeugd- en jongerencentrum Rajakimoes. Daarna hebben diverse verenigingen een onderkomen in de villa gehad, die later de naam de Beuk heeft gekregen.
De villa is, in combinatie met de nabijgelegen houtloods, vanwege de cultuur- en architectuurhistorische waarde erkend als een rijksmonument. Het interieur is vanwege een ingrijpende verbouwing niet meer origineel en valt buiten de bescherming van het rijksmonument. De houtloods naast de villa is eveneens een rijksmonument.

## Varia
Achter de villa stond het voormalige gezondheidscentrum van Stadskanaal, waar in de Tweede Wereldoorlog sterkedrank (rumpunex) voor de Duitse markt gestookt werd.